# Awaydays
Awaydays je britský hraný film z roku 2009, který režíroval Pat Holden podle stejnojmenného románu Kevina Sampsona z roku 1998. Film popisuje osudy fanouška fotbalového klubu Tranmere Rovers FC, který se stane členem hooligans. Film byl v ČR uveden v roce 2010 na filmovém festivalu ve Zlíně pod názvem Zevláci.

## Děj
Příběh se odehrává v roce 1979. Paul Carty je 19letý mladík, který nedokončil uměleckou školu a po smrti své matky má pocit prázdnoty. Seznámí se s mladíkem Elvisem, který je členem místních hooligans, takže se mu podaří proniknout do jejich středu. Jezdí s nimi na fotbalové zápasy, kde se účastní rvaček s konkurenčními rowdies. Tajuplný Elvis ho postupně zasvěcuje do způsobů, jak se chovat ve skupině. Elvis pohrdá ostatními členy skupiny a jeho snem je odjet z Británie do Berlína. Paul je Elvisem fascinován, přesto mezi nimi propukají neshody. Elvis přemlouvá Paula, aby se přestal stýkat se skupinou a odjel s ním do Berlína. Jednoho večera je zavražděn vůdce skupiny Godden. Na jeho pohřbu Elvis sdělí Paulovi, že je do něho zamilovaný, a že pokud Paul pojede se skupinou v sobotu opět na fotbal, už se spolu neuvidí. Paul do poslední chvíle váhá, přesto nakonec jede s partou, která je bez svého vůdce Goddena ve rvačce rozprášena a Paul je zraněn. Elvis plní svůj slib, že se s Paulem už nikdy neuvidí.

## Obsazení
| Nicky Bell          | Paul Carty       |
| Liam Boyle          | Elvis            |
| Stephen Graham      | Godden           |
| Oliver Lee          | Baby             |
| Lee Battle          | Billy            |
| Michael Ryan        | Marty            |
| Sean Ward           | Robbie           |
| Anthony Borrows     | Pee Wee          |
| David Barlow        | Eddie            |
| Elliot Hughes       | Jimmy            |
| Holliday Grainger   | Molly            |
| Ian Puleston-Davies | Paulův strýc Bob |
| Ged McKenna         | Paulův otec      |
| Lianne Sorsa        | Suzy             |
| Dannielle Malone    | Janie            |